# Сабор у Констанцу
Сабор у Констанцу (15. екуменски у католичкој цркви) одржан је од 1414. до 1418. године у циљу превазилажења Западне шизме.

## Сабор
На сабору је било присутно преко 1000 архиепископа, епископа, опата, професора теологије, кнежева и легата. Присутан је био и цар Сигисмунд.
Три питања стајала су пред сабором:
- Обнова јединства цркве
- Борба против јереси
- Реформа цркве

У времену између 5. новембра 1414. и 22. априла 1418. у царском граду Констанцу, на Боденском језеру, одржан је сабор, највећи скуп у средњем веку, сазван зарад избора новог папе. 
Краљ Сигисмунд, син краља Карла IV, сазвао је сабор по налогу папе Јована XXIII да би се превазишао настали западни раскол. У то време су тројица папа били на трону: Јован XXIII, званични папа из Пизе, његов супарник Бенедикт XIII, из Авињона и Григорије XII, из Рима. Ниједан од тројице понтифекса није изабран. Јован XXIII је побегао из Констанца да би избегао опорицање папског чина и титуле, односно своје повлачење, а двојица осталих су сами одступили од папског трона. Бискуп Ото III фон Хахберг је био домаћин Сабора. Кардинал Ото фон Колона (Келн) био je 11. новембра 1417. изабран за новог папу, са именом Мартин V. 
Изборомо папе Мартина V за наследника папе Бенедикта XIII окончана је западна шизма. Саборски декрет Haec Sancta представљао је колегијалан однос између папе и сабора и требало је да створи климу поверења за предвиђене реформе.
На сабору су Јан Хус и његов саборац Јероним Прашки осуђени на ломачу. Смањени су папски приходи и утврђена обавеза папе да повремено сазива сабор који је том приликом проглашен врховним органом католичке цркве – вишим чак и од папе.